# Cistro
Para el instrumento sistro, véase: sistro.

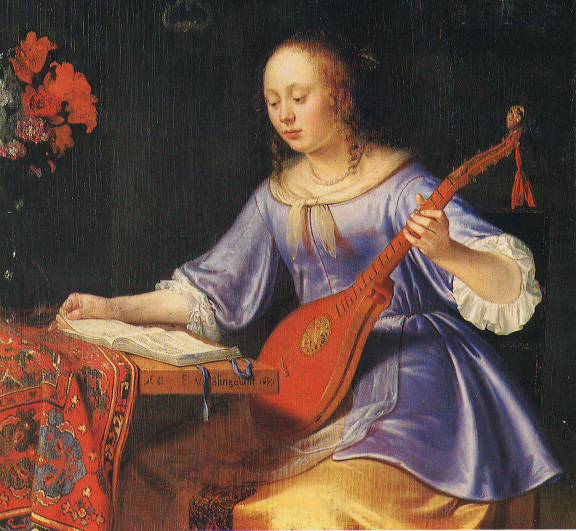
"Mujer con cistro", 1677 por Pieter van Slingelandt (ca. 1630-1691).

El cistro o cistre es un instrumento musical de cuerda pulsada, bien sea con los dedos o con un plectro. 
Tiene forma de mandolina (con caja plana), y sus cuerdas metálicas están distribuidas en órdenes dobles. Popular durante los siglos XVI y XVII, era propio de músicos aficionados por ser más fácil que tocar (y de construir) que el laúd. Parece ser que deriva de la cítola medieval. En la actualidad se utiliza la denominación “cistro” para un instrumento similar al bouzouki irlandés o la mandolina octava con una cuerda grave extra afinado generalmente CGDAE.